# چستر (ویرجینیا)
چستر (به انگلیسی: Chester) یک منطقهٔ مسکونی در ایالات متحده آمریکا است که در شهرستان چسترفیلد، ویرجینیا واقع شده‌است. چستر ۳۴٫۴ کیلومتر مربع مساحت و ۲۰٬۹۸۷ نفر جمعیت دارد و ۵۳ متر بالاتر از سطح دریا واقع شده‌است.